# Agrostis azorica
Agrostis azorica é uma espécie de planta com flor pertencente à família Poaceae.
A autoridade científica da espécie é (Seub.) Tutin & E.F.Warb., tendo sido publicada em Journal of Botany, British and Foreign 70: 42. 1932.

## Portugal
Trata-se de uma espécie presente no território português, nomeadamente no Arquipélago dos Açores.
Em termos de naturalidade é endémica da região atrás referida.

## Protecção
Não se encontra protegida por legislação portuguesa ou da Comunidade Europeia.